# 千曲川橋 (長野自動車道)
千曲川橋（ちくまがわばし）は、長野県長野市 - 千曲市の千曲川に架かる長野自動車道（中央自動車道長野線）の橋長532.7 m（メートル）の桁橋。姨捨SA - 更埴IC間に位置する。

## 概要
左岸の堤防敷（長野県道462号上田千曲長野自転車道線を含む）と右岸の堤防敷は鈑桁で跨ぎ、渡河部を箱桁で渡河している曲線橋である。
- 形式 - 鋼2径間連続鈑桁橋+鋼4径間および3径間連続箱桁橋+鋼単純鈑桁橋
- 橋格 - 1等橋 (TL-20, TT-43)
- 橋長 - 532.700 m
  - 支間割 - ( 36.350 m + 37.200 m ) + ( 59.650 m + 2×60.000 m + 62.000 m ) + ( 62.000 m + 62.500 m + 62.025 m ) + 27.175 m
- 幅員
  - 総幅員 - 20.400 m
  - 車道 - 8.500 m×2（上り線は一部最大12.50 mまで拡巾[注釈 1]）
- 床版 - 鉄筋コンクリート
- 総鋼重 - 3 276 t
- 施工 - 駒井鉄工[注釈 2]・瀧上工業JV
- 架設工法 - 自走クレーンベント工法・ケーブルクレーンベント工法

## 歴史
1993年（平成5年）3月25日に本橋を含む豊科IC - 更埴JCT間が完成4車線で開通し供用開始。